# Stenistomera alpina
Stenistomera alpina är en loppart som först beskrevs av Baker 1895.  Stenistomera alpina ingår i släktet Stenistomera och familjen mullvadsloppor. Inga underarter finns listade i Catalogue of Life.